# Zargo Touré
Zargo Touré (Pikine, 1989. november 11. –) szenegáli labdarúgó, a török Çorum középpályása.

## Pályafutása

### A válogatottban
Részt vett a londoni 2012-es nyári olimpián. Négy alkalommal pályára lépett a tornán, és a csapatával a negyeddöntőig jutott.
A szenegáli válogatottban a 2013-as Afrika-kupa selejtező mérkőzésen mutatkozott be Elefántcsontpart ellen.
Részt vett a 2015-ös és a 2017-es afrikai nemzetek kupáján.